# Acoetes
Acet (llatí: Ăcoetēs, amb grafia tradicional, Ăcœtēs; grec antic Ἀκοίτης ‘company de llit’) fou el fill d'un pobre pescador de Meònia que servia com a pilot en una nau de pirates tirrens (raó per la qual també era anomenat Acet el pirata). La nau en la qual anava va arribar a Naxos i alguns mariners hi van trobar un noi molt bell, adormit, que portaren al vaixell sense despertar-lo. L'Acet va reconèixer que era el déu Bacus, i intentà dissuadir els seus companys que no s'emportessin el noi, però els altres mariners no li van fer cas i se'l van emportar. Quan ja eren en alta mar, el noi es va despertar i va exigir que el tornessin a Naxos. Els mariners li van prometre que ho farien, però van imcomplir llur promesa. Aleshores Bacus se'ls va revelar en tota la seva majestat i glòria: la mar del voltant del vaixell es va transformar en vi arremolinat mentre Bacus se'ls presentava coronat de pàmpol i raïm, agafant amb una mà el tirs i enrevoltat de panteres i tigres. La follia s'emparà dels mariners, els quals van saltar per la borda a la mar. Quan tocaren l'aigua, es van transformar en dofins. Només l'Acet es va salvar. L'Acet va tornar a Naxos amb el déu Bacus. A Naxos, l'Acet fou iniciat en el culte de Bacus del qual fou sacerdot.
Higí Mitògraf (llatí: Hyginus Mythographus) conta la seva història a la faula CXXXIV ("Tyrrheni") de les seves Fabulae, encara que la seva versió és lleugerament diferent:
| TYRRHENI | ELS TIRRENS |
| Hyginus Mythographus, Fabulae, Fabula CXXXIV. Font: Bibliotheca Augustana. Excerpta ex Hygini genealogiis, uolgo fabulae | |
| (1) Tyrrheni, qui postea Tusci sunt dicti, cum piraticam facerent, Liber pater impubis in nauem eorum conscendit et rogat eos ut se Naxum deferrent, qui cum eum sustulissent atque uellent ob formam constuprare, Acoetes gubernator eos inhibuit, qui iniuriam ab eis passus est. | 1. Quan els tirrens, que posteriorment s'han anomenat tuscos, és a dir, etruscos, es dedicaven a la pirateria, vet ací que el pare Líber, encara impúber, va pujar a llur nau i els va pregar que el portessin a Naxos. Quan ja l'hi portaven, i volent cometre estupre amb ell a causa de la seva bellesa, vet ací que l'Acet, el pilot, els ho va impedir, i per això va sofrir llurs injúries. |
| (2) Liber ut uidit in proposito eos permanere, remos in thyrsos commutauit, uela in pampinos, rudentes in hederam; deinde leones atque pantherae prosiluerunt. | 2. El pare Líber, veient que romanien en llur intenció, va canviar els rems en tirsos, les veles en pàmpols i el cordam de la nau en heura; tot seguit, van aparèixer, saltant a dins la nau, lleons i panteres. |
| (3) qui ut uiderunt, timentes in mare se praecipitauerunt; quod et in mari in aliud monstrum transfigurauit, nam quisquis se praecipitauerat in delphini effigiem transfiguratus est, unde delphini Tyrrheni sunt appellati et mare Tyrrhenum est dictum.                           | 3. Quan els mariners ho van veure, van saltar, plens de por, a dins la mar i un cop dins ella, el pare Líber els va transformar en una mena de bèsties, perquè, qualsevol que hagués saltat per la borda, es va transformar en un dofí i per això els dofins es diuen tirrens i la mar[on els mariners van saltar per la borda], Mar Tirrena.                                                     |
| (4) numero autem fuerunt duodecim his nominibus, Aethalides Medon Lycăbas Libys Opheltes Melas Alcĭmĕdon Epopeus Dictys Simon Proreus et Acoetes; hic gubernator fuit, quem ob clementiam Liber seruauit.                                                                           | 4. Els mariners eren en total dotze en nombre i es deien així: Etàlides, Medó, Lícab, Libi, Ofelt, Melas, Alcimedont, Epopeu, Dicti, Simó, Proreu i Acet. Aquest darrer era el pilot que el pare Líber va salvar, mogut per la clemència. |
| La traducció del text llatí al català s'ha fet expressament per a aquest article de la Viquipèdia a partir de la versió llatina de la Bibliotheca Augustana. | |

## Remarques
1. ↑  La catalanització d'aquest nom hauria d'ésser Acet o Acetes, però no pas Acoetes.